# Campeonato Europeo de Piragüismo en Eslalon de 2012
El XIII Campeonato Europeo de Piragüismo en Eslalon se celebró en Augsburgo (Alemania) entre el 9 y el 13 de mayo de 2012 bajo la organización de la Asociación Europea de Piragüismo (ECA) y la Federación Alemana de Piragüismo.
Las competiciones se realizaron en el canal de piragüismo en eslalon Eiskanal, adyacente al río Lech, al sudeste de la ciudad bávara.

## Medallistas

### Masculino
| Evento                 | Oro | Plata | Bronce |
| ---------------------- | --- | --- | --- |
| K1 individual (12.05)  | Daniele Molmenti · Italia · 93,20 s                                                                           | Paul Böckelmann · Alemania · 95,05 pts.                                                                                   | Hannes Aigner · Alemania · 96,37 pts.                                                                         |
| C1 individual (12.05)  | Sideris Tasiadis · Alemania · 98,80                                                                           | Tony Estanguet Francia 100,10                                                                                             | Benjamin Savšek Eslovenia 100,55                                                                              |
| C2 individual (13.05)  | Jaroslav Volf · Ondřej Štěpánek · República Checa · 106,02                                                    | Pavol Hochschorner · Peter Hochschorner · Eslovaquia · 106,49                                                             | Robert Behling · Thomas Becker · Alemania · 107,27                                                            |
| K1 por equipos (12.05) | Étienne Daille Boris Neveu Bastien Damiens Francia 108,35                                                     | Hannes Aigner · Paul Böckelmann · Sebastian Schubert · Alemania · 109,23                                                  | Helmut Oblinger · Herwig Natmessnig · Andreas Langer · Austria · 110,29                                       |
| C1 por equipos (12.05) | Michal Martikán · Matej Beňuš · Alexander Slafkovský · Eslovaquia · 110,47                                    | Nico Bettge · Jan Benzien · Sideris Tasiadis · Alemania · 111,58                                                          | Tony Estanguet Denis Gargaud-Chanut Thibaud Vielliard Francia 115,70                                          |
| C2 por equipos (13.05) | Reino Unido David Florence / Richard Hounslow Timothy Baillie / Etienne Stott Adam Burgess / Greg Pitt 129,38 | República Checa · Jaroslav Volf / Ondřej Štěpánek · Ondřej Karlovský / Jakub Jáně · Jonáš Kašpar / Marek Šindler · 132,81 | Alemania · David Schröder / Frank Henze · Kai Müller / Kevin Müller · Robert Behling / Thomas Becker · 137,38 |

### Femenino
| Evento                 | Oro                                                                     | Plata                                                  | Bronce                                                          |
| ---------------------- | ----------------------------------------------------------------------- | ------------------------------------------------------ | --------------------------------------------------------------- |
| K1 individual (13.05)  | Carole Bouzidi Francia 106,93 pts.                                      | Melanie Pfeifer · Alemania · 106,94 pts.               | Fiona Pennie Reino Unido 107,02 pts.                            |
| K1 por equipos (13.05) | Cindy Pöschel · Melanie Pfeifer · Jasmin Schornberg · Alemania · 121,80 | Émilie Fer Carole Bouzidi Caroline Loir Francia 123,45 | Jana Dukátová · Elena Kaliská · Dana Mann · Eslovaquia · 126,39 |
| C1 individual (12.05)  | Mira Louen · Alemania · 125,53                                          | Mallory Franklin Reino Unido 130,29                    | Michaela Grimm · Alemania · 144,09                              |
| C1 por equipos (12.05) | Evento de demostración                                                  | Evento de demostración                                 | Evento de demostración                                          |

## Medallero
| Núm. | País            | Oro | Plata | Bronce | Total |
| ---- | --------------- | --- | ----- | ------ | ----- |
| 1    | Alemania        | 3   | 4     | 4      | 11    |
| 2    | Francia         | 2   | 2     | 1      | 5     |
| 3    | Eslovaquia      | 1   | 1     | 1      | 3     |
| 3    | Reino Unido     | 1   | 1     | 1      | 3     |
| 5    | República Checa | 1   | 1     | 0      | 2     |
| 6    | Italia          | 1   | 0     | 0      | 1     |
| 7    | Austria         | 0   | 0     | 1      | 1     |
| 7    | Eslovenia       | 0   | 0     | 1      | 1     |
|      | TOTAL           | 9   | 9     | 9      | 27    |